# Герб Королевства Пруссия
Герб Королевства Пруссия — официальный символ Королевства Пруссия.

## История
Происхождение герба Пруссии восходит к Немецкому ордену, которому император Фридрих II, признавая храбрость его рыцарей, даровал имперского орла как герб. Когда Сигизмунд изменил имперского орла, то старый имперский орёл остался исключительной собственностью Немецких рыцарей. Вместе с его цветами, чёрным и белым, он шёл как герб до времён герцогства Прусского, когда последний гроссмейстер Альбрехт Бранденбургский принял протестантизм и владения ордена превратились в 1525 году в светский наследственный лен. Когда герцогство Пруссия в 1618 году перешла к линии Курбранденбург (земельный герб: красный орёл в серебряном поле), герб Пруссии сохранился тот же, чёрный орёл в серебряном щите. Этот орёл с красным высунутым языком, с серебряным клювом, с золотыми лапами, коронований золотой короной, с золотыми трилистниками на крыльях и золотым вензелем FR на груди. В Большом прусском гербе, как это показано посредством королевского указа от 16 августа 1873 года, изменены все 8 различных орлов, которые стали иметь один вид для Пруссии, Бранденбурга, Силезии, Нижнего Рейна, Кроссена, Восточной Фрисландии (коронованный девоподобный орёл) и Франкфурта-на-Майне.

## Описание Большого герба
Большой королевский прусский герб есть пятикратно рассечённый и семикратно пересечённый главный щит с подножием и коронованными щитками в центре, почётном месте и фокусе щита.
A. В сердце лежит королевский коронованный щит королевства Прусского (Konlgrelches Preussen): в серебре чёрный, вооружённый золотом королевский коронованный орёл, в правой лапе которого прусский королевский скипетр, а в левой государственное яблоко (Reichapiel). Саксонские (Sachsen) крылья покрыты золотыми трилистниками (Kleestängeln). На груди орёл несёт золотой вензель короля Фридриха I FR (Friderieus Rex).

B. В почётном месте лежит покрытый шапкой курфюрста (Kurhut) щит маркграфства Бранденбург (Markgraischait Brandenburg): в серебре красный, вооружённый золотом орёл с шапкой курфюрста на голове. В правой лапе он держит золотой скипетр, в левой меч. На крыльях лежат золотые трилистники. На груди орла лежит лазуревый щиток, в нём изображён золотой скипетр.

C. В фокусе лежит покрытый княжеской шапкой (Furstenhut), поперёк пересечённый щит. В верхней части он представляет герб бургграфства Нюрнберг (Burggrafturns Nurnberg): в золотом поле двенадцатичастная серебряно-красная кайма и чёрный, коронованный и вооружённый красным лев с двойным хвостом; в нижней части — герб графства Гогенцоллерн (Graischait Hohenzollem): четверочастный, серебряный с чёрным.

48 полей главного щита расположены в порядке, соответствующем их рангу.
|  |  |  |  |  |  |

Суверенное герцогство Силезия (Souveränes Herzogtum Schlesien): в золоте чёрный, вооружённый золотом герцогский коронованный орёл с серебряной грудной пряжкой (Brustspange) в форме полумесяца, посредине которой серебряный лапчатый крест (Tatzenkreuz).
Великое герцогство Нижнерейнское (Nieder-Rhein): в серебре прусский орёл, на груди которого лежит коронованный пятилистковой короной (fünfblättrigen Laubkrone) зелёный щит с серебряной, справа скошенной рекой (Рейн).
Великое герцогство Познанское (Posen): в серебре прусский орёл, на груди которого коронованный пятилистковой короной (Laubkrone) красный щит, в нём. серебряный, вооружённый и коронованный золотом орёл (Польша).
Герцогство Саксония (Sachsen): поле, разделённое десятью золотыми и чёрными поясами, со скошенным справа, в перевязь, зелёным (горбатым) рутовым венцом (Rautenkranz).
Герцогство Вестфалия (Westfalen): в красном поле скачущий серебряный конь.
Герцогство Энгерн (Engern): в серебре три (2.1.) красных листа водяной лилии (Seeblätter), ошибочно называемых пеклеванными рожками (Schröterhörner).
|  |  |  |  |  |  |

Герцогство Померания (Pommern): в серебре красный, вооруженный золотом гриф.
Герцогство Люнебург (Lüneburg): в золотом, осыпанном красными сердцами поле лазуревый лев.
Герцогство Гольштейн (Holsteln): в красном поле пересечённый щиток, серебряный над красным; вокруг серебряный, разрезанный на три части лист крапивы, между ними три серебряных заострённых гвоздя, с концами обращенными к углам щита.
Герцогство Шлезвиг (Schleswig): в золоте два лазуревых льва, один над другим.
Герцогство Магдебург (Magdeburg): щит пересечён, красное поле над серебряным.
Герцогство Бремен (Bremen): в красном поле два серебряных скрещенных ключа с повёрнутыми вниз бородками. В верхнем углу перекрестия, серебряный табовый крест (Stabkreuz).
|  |  |  |  |  |  |

Герцогство Гельдерн (Geldern): в лазуревом поле коронованный золотой лев.
Герцогство Клеве (Cleve): в красном поле золотое колесо из лилий (Lilienhaspel) с серебряным щитком посредине.
Герцогство Юлих (Jülich): в золотом поле чёрный лев.
Герцогство Берг (Berg): в серебре, коронованный и вооружённый голубым, с высунутым голубым языком красный лев.
Герцогство Венден (Wenden): в серебре, красным и зелёным шестикратно, по диагонали слева, пересечённый гриф.
Герцогство Кашубен (Kassuben): в золотом поле чёрный гриф.
|  |  |  |  |  |  |

Герцогство Кроссен (Krossen): в золоте чёрный, вооружённый золотом орёл с серебряным грудной луной (Brustmond).
Герцогство Лауенбург (Lauenburg): в красном поле с двенадцатичастной серебряно-чёрной каймой серебряная лошадиная голова.
Герцогство Мекленбург (Mecklenburg): в золоте оторванная, коронованная красным, с красным высунутым языком, чёрная бычья голова с серебряными рогами и носовым кольцом.
Ландграфство Гессен (Hessen): в голубом поле, коронованный и вооружённый золотом, восьмикратно пересечённый серебряными и червлёными поясами лев.
Ландграфство Тюрингия (Thüringen): в голубом поле, коронованный и вооружённый золотом, восьмикратно пересечённый червлёными и серебряными поясами лев.
Маркграфство Верхний Лаузиц (Ober-Lausitz): в голубом поле золотая стена с тремя зубцами.
|  |  |  |  |  |  |

Маркграфство Нижний Лаузиц (Nieder-Lausltz): в серебре шагающий красный бык.
Княжество Оранское (Oranien): в золоте, серебрянокованый, повёрнутый налево, голубой охотничий рог на красной ленте.
Княжество Рюген (Rügen): пересечённый, золото над голубым; в верхней части вооружённый и коронованный красным чёрный лев с двойным хвостом; в нижнем поле находятся пять красных камней, изображённых в виде поднимающегося ступенчатого фронтона (Stufengiebel).
Княжество Восточная Фрисландия (Ostfriesland): в чёрном поле коронованная золотая гарпия (девоподобный орёл — Jungfrauenadler), над и под ней по две шестилучевые золотые звезды.
Поле рассечённое: впереди герб княжества Падерборн (Paderborn): в красном поле золотой крест; позади герб графства Пирмонт (Pyrmont): в серебре красный якорный крест (Ankerkreuz).
Княжество Гальберштадт (Halberstadt): рассечён на серебро и червлень.
|  |  |  |  |  |  |

Княжество Мюнстер (Münster): в лазуревом поле золотой пересекающий пояс.
Княжество Минден (Minden): в красном поле два скрещенных, повёрнутых бородкой вниз серебряных ключа.
Княжество Оснабрюк (Osnabrück): в серебре восьмиспицевое колесо повозки (Wagenrad).
Княжество Гильдесгейм (Hildesheim): рассечено на красное и золотое поле.
Княжество Верден (Verden): в серебре чёрный острогвоздный крест (Nagelspitzenkreus).
Княжество Каммин (Kammin): в красном поле серебряный якорный крест.
|  |  |  |  |  |  |

Княжество Фульда (Fulda): в серебре чёрный крест.
Княжество Нассау (Nassau): в лазуревом поле усеянном поперечно лежащими косообрезанными золотыми гонтами (Schindeln), коронованный золотой лев.
Княжество Мере (Mörs): в золотом поле чёрный поперечный пояс.
Окняженное графство Геннеберг (Gefürstete Grafschaft Henneberg): в золоте на зелёном холме вооружённая золотом чёрная курица (Неппе) с красными гребнем и лапами.
Графство Глац (Glatz), (принадлежит суверенному герцогству Силезия): в красном поле две золотые скошенные влево перевязи.
Рассечённое: впереди герб графства Марк (Mark): в золотом поле, червлень с серебром, трёхрядный шахматный пояс; позади герб графства Равенсберг (Ravensberg): в серебре три красные стропила, одно над другим.
|  |  |  |  |  |  |

Графство Гогенштейн (Hohenstein (правильнее Гонштейн — Hohnsteln): красное с серебряным, трижды в четырёх рядах, шахматное поле.
Поле рассечённое: впереди герб графства Текленбург (Tecklenburg): в серебре три (2.1.) красных сердца; позади герб графства Линден (Linden): в голубом поле золотой якорь.
Графство Мансфельд (Mansfeld): в серебре шесть красных ромбов, стоящих на основаниях в два ряда.
Графство Зигмаринген (Sigmaringen): в лазуревом поле на трёх зелёных горах идущий золотой олень.
Графство Веринген (Veringen): в золоте три синих четырёхзубцовых оленьих рога (Hirchstangen) основаниями влево, один над другим.
Господин Франкфурт-на-Майне (Herrschaft Frankfurt am Main): в красном поле вооружённый золотом серебряный орёл.
Приведённое из-за регалий подножие щита, красного поля. На щите лежит открытый, золотой, называемый королёвским шлем, украшенный чёрно-серебряным намётом и прусской королевской короной. Вокруг щита висит цепь Высокого ордена Чёрного орла (des Hohen Orden vom Schwarsen Adler). Кроме того, внизу под щитом тянутся цепи следующих орденов: Красного орла (der Rote Adlerorden — Большой крест) и родового королевского ордена Гогенцоллернов (der königliche Hausorden von Hohenzollern). Около них висит небесной лазури лента королевского ордена Короны (der königliche Kronenorden). В качестве щитодержателей служат два диких человека (wilde Männer) с серыми бородами, опоясанных и увенчанных дубовой листвой, стоящих повернувшись друг к другу на украшенной консоли и опирающихся на край щита. Человек, стоящий справа, держит прусский, а стоящий слева — бранденбургский штандарт. Золотые копья кончаются ажурным остриём, которое представляет собой вензель FR.
Знамя отделано золотой оторачивающей бахромой и украшено шнурами и кистями, которые соответствуют гербовым цветам. Штандарты несут гербовые изображения первого и второго срединных щитков, головы орлов повёрнуты внутрь. Находящаяся над ними пурпурного цвета сень покрыта узором из прусских орлов и королевских корон, подложена горностаем и опушена, купол (Kuppel) её охвачен синим, окаймлённым золотом, обручем, который несёт золотым шрифтом, девиз короля Фридриха I — «Gott mit uns» (С нами Бог). По верхнему краю обруча сидят двенадцать золотых орлов с опущенными крыльями, а с нижнего края купола ниспадают лацканы (Lätze) украшенные драгоценными камнями и кистями, обшитые по краям золотом. Купол увенчан, в то же время, прусской королевской короной, такой же как и на шлеме щита.
Позади короны показано чёрно-серебряное полосатое древко, на котором укреплено на золотых шнурах прусское государственное знамя (Reichsbanner). Оно кончается двумя заострёнными концами (фестонами), окаймлёнными золотом, с кистями; в серебряном полотне знамени показан прусский орёл. Знамя подвешено посредством золотых колец на серебряной перекладине, два конца которой заканчиваются королевскими коронами. Конец древка, так же, кончается королевской короной, на которой сидит прусский орёл.

## Описание Среднего герба

Дважды рассечённый и трижды пересечённый щит с красным подножием.
В центре лежит щиток малого государственного герба (Восточная Пруссия).
В остальных одиннадцати полях находятся гербы провинций и земель.
| Силезия                     | Бранденбург           | Нижний рейн                      |
| Познань                     | Пруссия               | Саксония                         |
| Померания                   | Вестфалия             | Люнебург                         |
| Гольштейн Шлезвиг Лауенбург | Нюрнберг Гогенцоллерн | Гессен Нассау Франкфурт на Майне |

Щит коронован королевской короной и поддерживается, стоящими на украшенной консоли, двумя дикими обнажёнными покрытыми волосами людьми, с венком на голове и поясом из листьев, держащими в свободной руке дубину с уширенным концом.
Вокруг щит окружён цепью с крестом ордена Чёрного орла.